# Шуани (Ножай-Юртовський район)
Шуани (рос. Шуани) — село у Ножай-Юртовському районі Чечні Російської Федерації.
Населення становить 193 особи. Входить до складу муніципального утворення Шуанинське сільське поселення.

## Історія
Згідно із законом від 20 лютого 2009 року органом місцевого самоврядування є Шуанинське сільське поселення.

## Населення
| 1990 | 2002 | 2010 |
| ---- | ---- | ---- |
| 465  | ↘212 | ↘193 |